# له برژرون، کبک
له برژرون (به فرانسوی: Les Bergeronnes) شهری در منطقه شهری لا اوت-کوت-نورد ناحیه کوت-نور در استان کبک کانادا است. در سرشماری سال ۲۰۱۱ این شهر ۶۶۰ نفر جمعیت داشته‌است و مساحت آن ۲۹۱٫۸۹ کیلومتر مربع است.